# Gogołów (Świdnica)
Gogołów [ɡɔˈɡɔwuf] (deutsch Goglau) ist ein Ort in der Landgemeinde Świdnica (Schweidnitz) im Powiat Świdnicki der Woiwodschaft Niederschlesien in Polen.

## Lage
Der Ort liegt etwa 12 Kilometer östlich der Kreisstadt Świdnica (Schweidnitz) und 46 Kilometer südwestlich der Woiwodschaftshauptstadt Breslau.
Nachbarorte sind Miłochów (Nieder Giersdorf) im Westen, Krzczonów (Weiß Kirschdorf) im Südwesten, Wirki (Klein Wierau) und Wiry (Groß Wierau) im Osten. 

## Geschichte

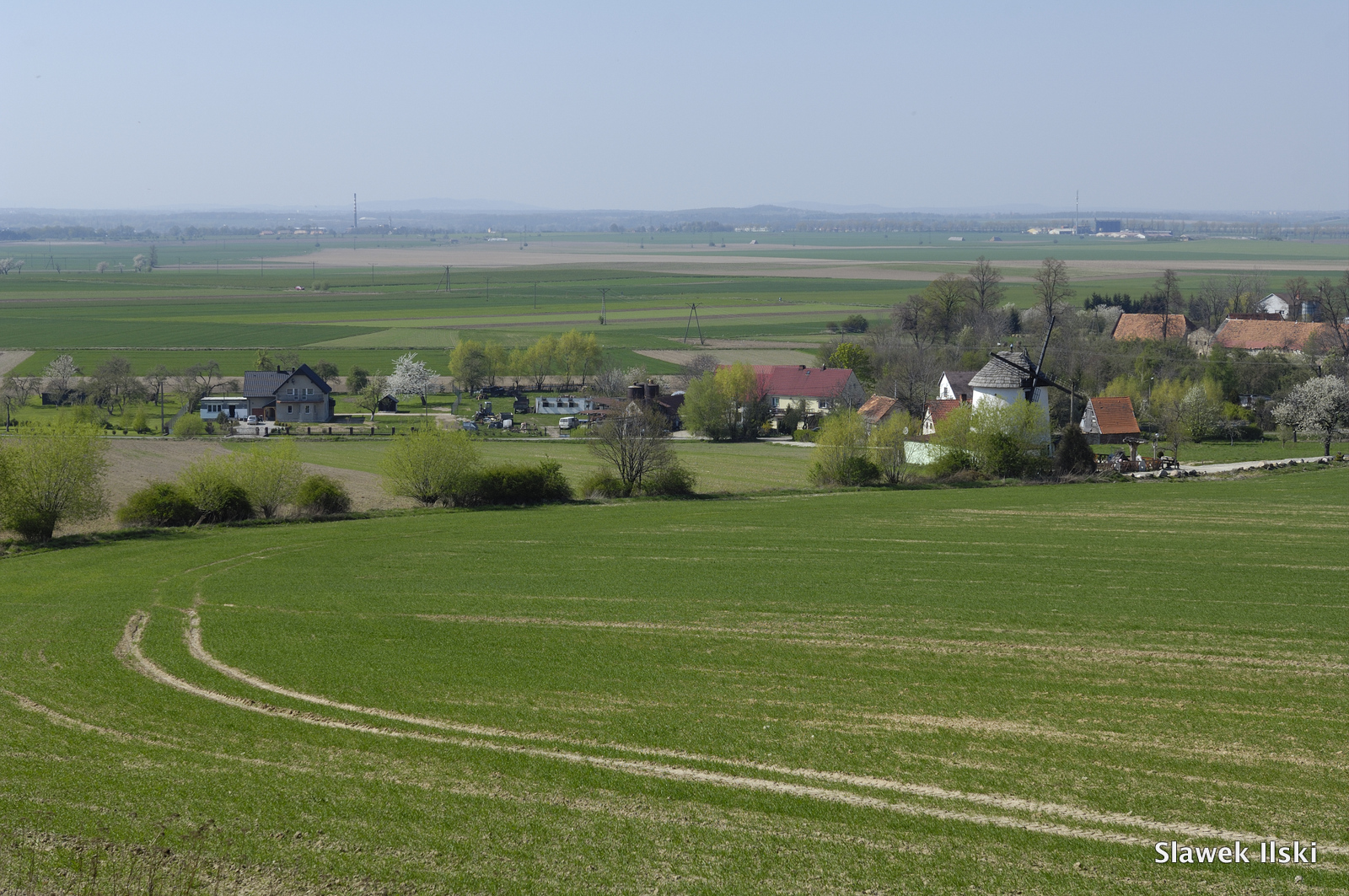
Gogołów

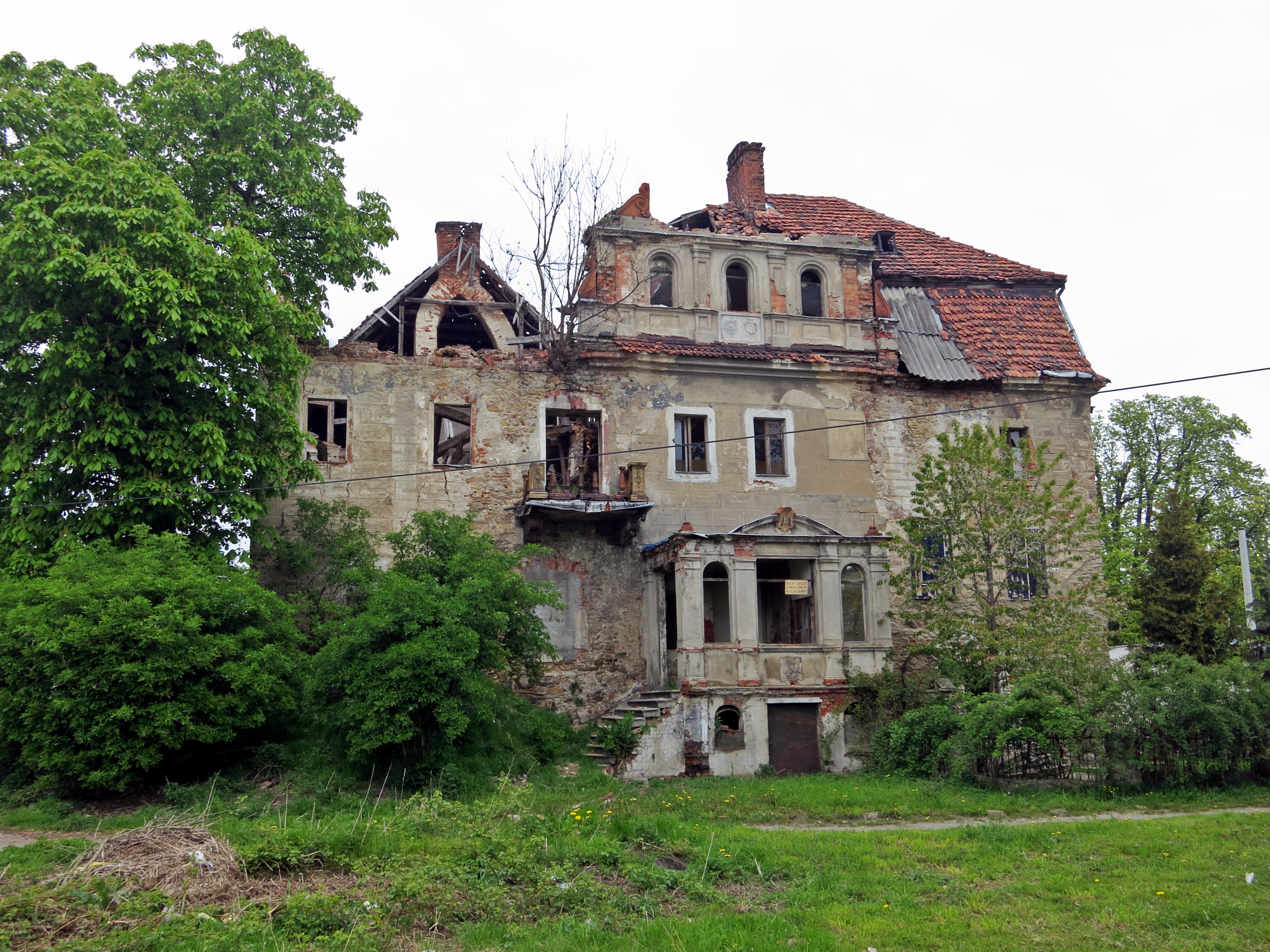
Schloss

Der Ort wurde 1193 als „Gogoleuo“ und 1345 als „Gogelow“ erwähnt. Bei der Teilung des Herzogtums Breslau gelangte Goglau 1290/91 an das neu gebildete Herzogtum Schweidnitz und nach dem Tod des Herzogs Bolko II. von Schweidnitz erbrechtlich an die Krone Böhmen, wobei Bolkos II. Witwe Agnes von Habsburg bis zu ihrem Tod 1392 ein Nießbrauch zustand. 
Besitzer waren 1393 Ulrich Schwob, 1474 Nikel Frise, 1550 Joachim von Hoberg und Balzer Nimptsch, 1554 dessen Sohn Joachim Nimptsch auf Burkersdorf, 1584 Nikolaus von Zedlitz, 1568 Stenzel von Zedlitz auf Wilkau, 1594 Friedrich von Zedlitz, 1619 Dietrich Niemiz, 1655 dessen Witwe, 1663 Hans Christoph von Hoberg, 1733 Ernst Friedrich von Hoberg und schließlich der Kammerherr Hans Christoph von Hoberg. Nach dem Ersten Schlesischen Krieg fiel Goglau mit dem größten Teil Schlesiens an Preußen und wurde in den Kreis Schweidnitz eingegliedert. 
Für das Jahr 1785 sind für Goglau belegt: eine katholische Kirche, ein Pfarrhaus, eine Schule, drei Vorwerke, zwölf Bauern, 15 Gärtner, 21 Häuser und 264 Einwohner. 1845 hatte der Ort 75 Häuser, eine herrschaftliches Schloss, drei herrschaftliche Vorwerke, 482 Einwohner, davon 46 katholisch und der Rest evangelisch, eine  evangelische Schule, eine katholische Kirche, eine Windmühle, 16 Handwerker und drei Krämer. Evangelisch war Goglau zur Friedenskirche Schweidnitz gepfarrt. 1852 waren es 510 Einwohner. Ab 1874 gehörte die Landgemeinde Goglau zum Amtsbezirk Käntchen.
Als Folge des Zweiten Weltkriegs fiel Goglau mit dem größten Teil Schlesiens 1945 an Polen und wurde in Gogołów umbenannt. Nachfolgend wurden die deutschen Einwohner – soweit sie nicht vorher geflohen waren – vertrieben. Die neu angesiedelten Polen stammten teilweise aus Ostpolen, das an die Sowjetunion gefallen war.

## Sehenswürdigkeiten
- Die römisch-katholische Filialkirche St. Martin (polnisch kościół filialny pw. św. Marcina) wurde 1219 in einer Urkunde Bischof Lorenz von Breslau erstmals erwähnt.[5] Der heutige gotische Bau stammt aus dem frühen 15. Jahrhundert. Mit der Reformation wurde sie evangelisch und 1654 rekatholisiert. Die Majoratskirche Goglau war im 19. Jahrhundert mit der Pfarrkirche von Groß-Wierau verbunden. Eingepfarrt waren: Goglau, Költschen und Weiß-Kirschdorf. Das Patronat war königlich.[6] Die Kirche umgibt ein alter Friedhof mit Umfassungsmauer. Im Inneren ist eine spätgotische Muttergottes mit Kind (15. Jahrhundert), ein spätbarocker Hauptaltar aus dem 18. Jahrhundert und ein Nebenaltar im Stile der Spätrenaissance aus dem 17. Jahrhundert.[7]
- Schloss Goglau (Dwór), das Gebäude hat  seine ursprüngliche Form und zahlreiche architektonische Elemente beibehalten, ist aber trotz Renovierungsarbeiten verwahrlost und in einem sehr schlechten Zustand.
- der Schlosspark
- die Windmühle